# Севанська форель
{{#ifeq:0|0|{{#if:Salmo ischchan|{{#if:|[[]}}|[[]]}}}}
Севанська форель (Salmo ischchan) — вид костистих риб родини Лососеві (Salmonidae). Інша назва — ішхан, що із вірменської мови перекладається як «князь».

## Поширення
Вид є ендеміком Вірменії. Мешкає в басейні озера Севан, де утворює кілька форм. У 1930-х роках ішхан-гегаркуні був штучно переселений в солоне озеро Іссик-Куль, в Киргизстані, де успішно прижився і склав конкуренцію іншим видам риб.

## Опис
В ішхана верхня щелепа не заходить за задній край ока, пилоричних придатків 50- 90, зяброві тичинки булавоподібно розширені. У період нагулу риби сріблясто-білого забарвлення із сталевим кольором спини. Темних плям трохи, і вони ніколи не бувають х-подібними, як у пструга. Під час нересту самці темніють, їхні плавники стають майже чорними і на боках тіла з'являються 2-3 червоних плями. У самиць шлюбний наряд виражений слабо.

## Спосіб життя
Ішхан нереститься в самому озері, на глибині 0,5 м, на дрібному гравії. Статевозрілі особини цієї форми називаються бахтак або зимовий бахтак. Відомо два стада: одне нереститься в листопаді — грудні, інше з середини січня до кінця березня. Основною їжею ішхану служать рачки-бокоплави. Ця порівняно велика риба (масою до 1,5 кг, частіше 300—400 г при довжині 30 см) високо цінується і є об'єктом значного промислу. Форма, відома під назвою літній бахтак, метає ікру навесні і влітку в річках Бахтак-чай і Гедак-Булах, а також в пригирлових ділянках озера.

## Підвиди
Севанська форель утворює 4 підвиди, (іноді до нього помилково приписують 5-й — алабалах), що розрізняються часом і місцем нересту, а також швидкістю росту.

### Зимовий бахтак(Salmo ischchan ischchan)
Зимовий бахтак — найбільший представник севанської форелі. У бічній лінії від 104 до 119 лусочок, зябрових тичинок 16-20. У віці 4-5 років зимовий бахтак дозріває.
Під час нагулу бахтак сріблясто-білий з темною, сталевого кольору спиною. Рідкісні темні плями оточені світлим обідком. Самці до нересту темніють, їхні плавці стають майже чорними, світлий обідок на чорних плямах виділяється дуже різко, а на боках тіла з'являються 2-3 червоних плями. Самиці змінюються мало, відкладають ікру в самому озері (близько 4 тисяч ікринок).
Після падіння рівня Севана майже всі основні нерестовища зимового бахтак виявилися на березі. Зараз він зустрічається дуже рідко, в основному в районах нерестовищ, що збереглися. До зниження рівня вод Севана промисловий запас зимового бахтака становив близько 1,5 млн особин.

### Гегаркуні(Salmo ischchan gegarkuni)

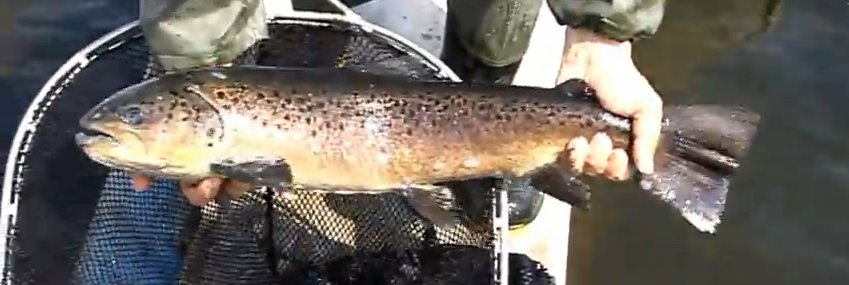
Гегаркуні (Salmo ischchan gegarkuni)

Гегаркуні — прохідна форма севанської форелі. На тілі молоді темні поперечні смуги і коричнево-жовті та червоні плями. Особи старше року нагулюються в озері. Забарвлення подібне з забарвленням зимового бахтаку, але здається трохи темнішими через більші і частіше розташовані плями, зустрічаються особини вагою до 16 кг. Гегаркуні харчується не тільки бентосом, як його родичі, а й зоопланктоном. Розмножується гегаркуні виключно в річках, біля їхніх витоків.
До зниження рівня вод Севана промисловий запас гегаркуні становив близько 1,6 млн особин.
Деяка частина малька гегаркуні не повертається в озеро, і перетворюється в житлову форму подібну до струмкової форелі, яку називають алабалах (аналогічно з озерним пстругом і європейською струмковою фореллю).

### Літній бахтак(Salmo ischchan aestivalis)
Літній бахтак відкладає ікру навесні і влітку у річки, що впадають в озеро, і в самому озері в пригирлових ділянках. Розмір літнього бахтака досягає до 55 см в довжину, вага — 1,9 кг, число лусок в бічній лінії 105—117.
Риба дозріває у віці від 2 до 7 років, вона менш плодюча, ніж зимовий бахтак: відкладає в середньому 1200 ікринок на ґрунті з гравію і гальки. На боках тіла у літнього бахтака нерідко зустрічаються червоні плями. До середини 1940-х років промисловий запас цієї форми оцінювався в 1,7 млн особин, до 60-х років — в 0,8 млн особин, в даний час — вона дорівнює кільком тисячам риб.

### Боджак(Salmo ischchan danilewskii)
Боджак — найменший за розміром представник севанської форелі: довжина його тіла не перевищує 33 см, вага — 224 г. Середня довжина цих риб — 24-26 см. У самців боджака, особливо у дрібних, на боках нерідко зустрічаються червоні плями. Нереститься боджак тільки в озері, в 3-4-ох річному віці. На відміну від інших підвидів ішхана, боджак не будує гнізд, а розкидає свою ікру по дну озера, на глибинах від 0,5 до 15 м в жовтні — листопаді при температурі 10 ° С.
Головні відмінні риси боджак — велике око, коротке рило, вузький лоб, короткі підстави спинного і анального плавців, менше в порівнянні з іншими расами число зябрових тичинок (15-20). Боджак ніколи не відтворюється штучним шляхом. До зниження рівня вод Севана промисловий запас зимового ішхан становив близько 1,5 млн особин.

## Чисельність і природоохоронний статус
У зв'язку зі зниженням рівня води Севану і внесення в нього не властивих для екосистеми озера риб (сиг, карась звичайний, рак вузькопалий) умови розмноження ішхана погіршилися. Значна роль у відтворенні ішхана грає розведення його на рибоводних заводах. На даний момент севанська форель внесена до Червоної книги Вірменії під I категорією.

## Використання у кулінарії

### Поживна цінність
Вода — 74,1 г, білки — 19,4 г, жири — 3,8 г, омега-3 — 0,8 мг, енергетична цінність: 112 ккал (в 100г маси).

### Кулінарне використання
М'ясо помірно жирне, ніжне і надзвичайно смачне. Використовується для перших і других страв, холодних страв і закусок. Особливо хороша форель відварна під білим соусом, зі смаженими овочами. Фарширується невластивими рибам приправами: горіхами, фруктами, вживається з гранатовим і лимонним соком.